# Schunter-Radweg

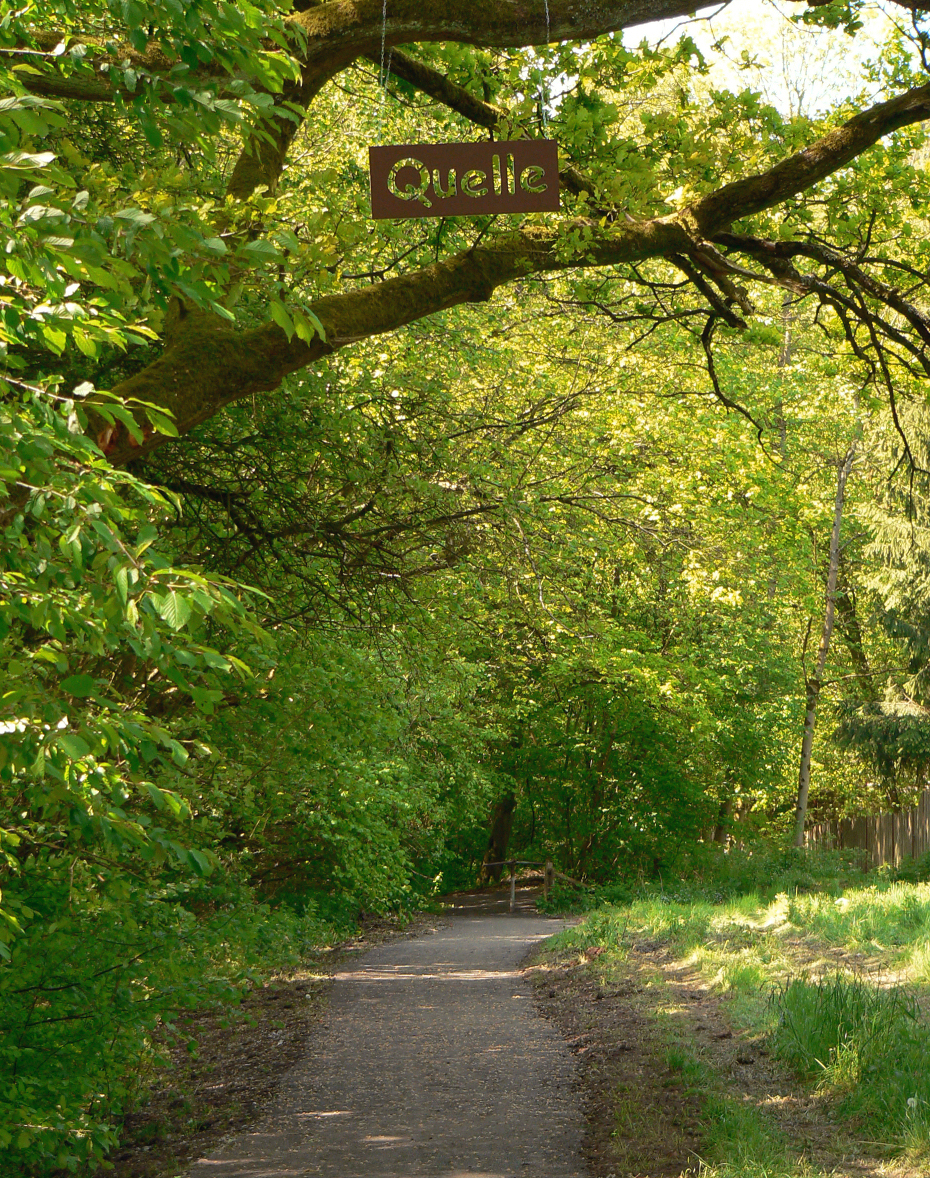
Schunter-Radweg an der Quelle der Schunter

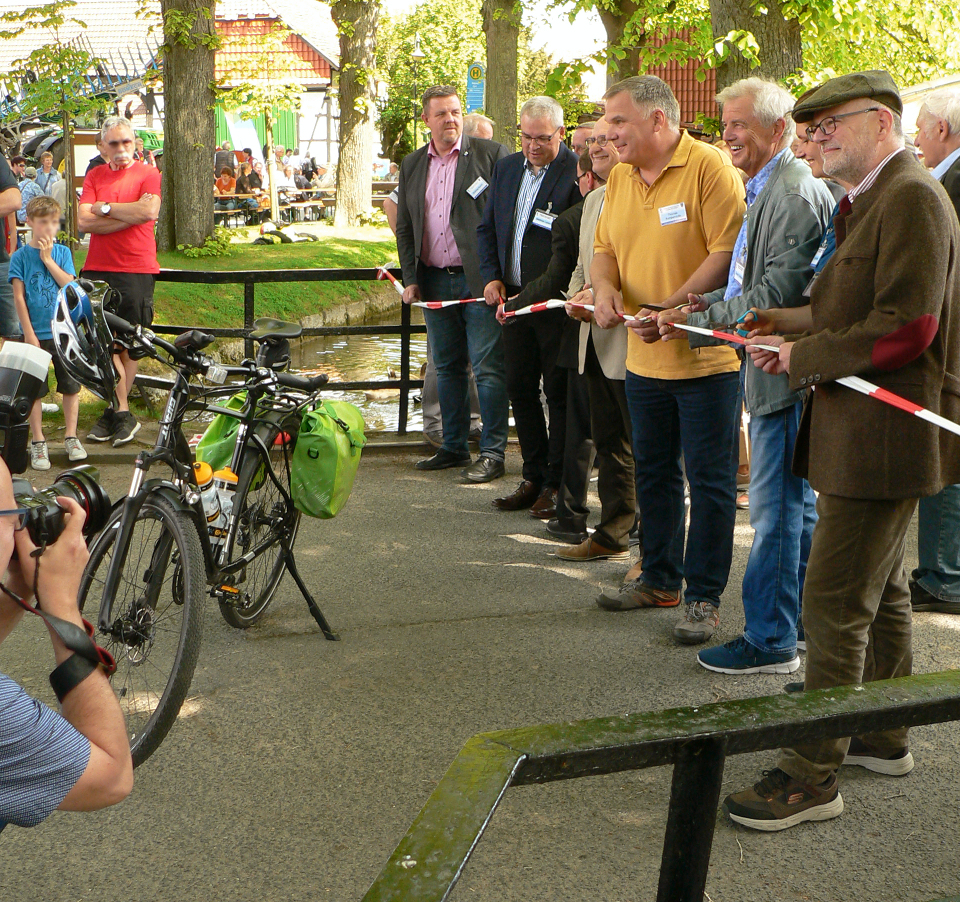
Eröffnung des Schunter-Radweges in Räbke auf der Schunterbrücke in der Dorfmitte, Mai 2019

Der Schunter-Radweg ist ein rund 70 km langer Radwanderweg entlang der Schunter im südöstlichen Niedersachsen. Er führt von der Mündung des Flusses in die Oker bei Groß Schwülper flussaufwärts zur Quelle im Elm bei Räbke.
Die Strecke weist zwei Varianten auf: Die eine Variante ist 71 km lang und hat 340, anderen Angaben zufolge 360 Höhenmeter. Der Weg verläuft größtenteils auf Asphalt und Schotter. Die 74 km lange Variante mit 380 Höhenmetern ist als Trail ausgebildet und für Räder mit guter Fahrtechnik sowie breiten Reifen vorgesehen. 
Die Streckenführung verläuft meistens in Flussnähe. Sehenswert entlang der Strecke sind unter anderem die Scheverlingenburg in Walle, der Borwall, der Schunterdüker am Mittellandkanal, der renaturierte Flussbereich bei Dibbesdorf und Hondelage, die Windmühle Wendhausen, das Schloss Wendhausen, die Schunteraue bei Ochsendorf, die Steinkammer von Groß Steinum und die Wassermühle Liesebach in Räbke. 
Der Radwanderweg ist nicht ausgeschildert. Die Streckennavigation ist mittels einer Mobilen App sowie mit Kartenmaterial möglich.
Offiziell freigegeben wurde der Radwanderweg im Mai 2019 in Räbke bei der Auftaktveranstaltung der Gewässerwoche Schunter.